# Glenn Nyberg
Glenn Nyberg (Säter, 12 ottobre 1988) è un arbitro di calcio svedese.

## Carriera
Esordisce in Allsvenskan il 25 aprile 2014 dirigendo IFK Göteborg - Falkenberg. Debutta in competizioni UEFA il 30 giugno 2016 arbitrando l'incontro di UEFA Europa League tra Sloboda Tuzla e Beitar Gerusalemme.
Nel marzo 2024 la FIFA lo ha convocato nel ruolo di arbitro per il torneo di calcio dei Giochi della XXXIII Olimpiade in programma a Parigi e in altre sei città tra luglio e agosto 2024.
Il 23 aprile 2024 la UEFA lo ha convocato per il campionato d'Europa 2024 in Germania, insieme agli assistenti Mahbod Beigi e Andreas Söderkvist.